# Drahtkammbindung

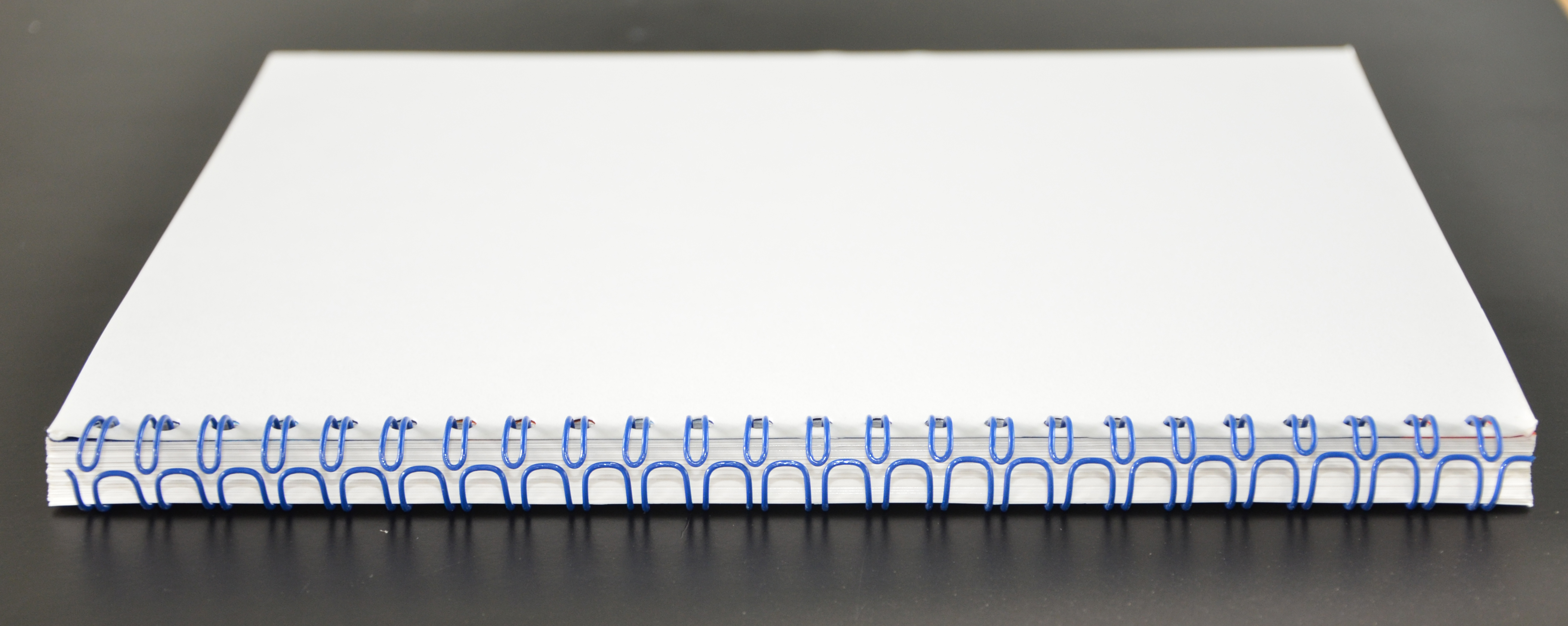
Drahtkammbindung

Die Drahtkammbindung ist eine populäre Buchbindemethode. Weitere Namen dafür sind Wire-o, Ring-Wire oder im englischen Sprachraum Wirebinding. Das Verfahren stammt aus England und ist besonders durch die einfache Handhabung auch mit kleinen Tischgeräten sehr populär. Befragungen unter Druckereikunden ergaben bereits 2003, dass die Bedeutung der Drahtkammbindung auch in der professionellen Weiterverarbeitung immer mehr zunimmt.
Der große Vorteil ist, dass man ein drahtkammgebundenes Buch flachliegend auf einen Tisch legen kann und es dabei offen liegen bleibt. Nur bei mit diesem Verfahren gebundenen Büchern können Einzelblätter um praktisch 360 Grad umgeschlagen werden. Ein weiterer Vorteil ist es, dass bei der Bindung mit einem Drahtkamm die verschiedensten Materialien zu einem Buch gebunden werden können. Lose-Blatt-Sammlungen mit Folien, Transparentblättern oder bereits gefalzten Produkten lassen sich so zu einem Werk zusammenfügen. Häufig wird das Verfahren bei Broschüren, Notizbüchern oder Bedienungsanleitungen verwendet, aber auch Kochbücher sind oft drahtkammgebunden.
Bei Wandkalendern ist die Drahtkammbindung die gebräuchlichste Bindeart. Dabei wird in den Drahtkamm der Aufhänger eingeschlossen.

## Technik
Je nach Buch- oder Kalenderstärke kommen unterschiedliche Lochabstände (Teilung oder Pitch) zum Einsatz. Am gebräuchlichsten sind die Teilungen 2:1 und 3:1. 2:1 bedeutet 2 Löcher auf 1 Zoll, das sind dann 23 Löcher auf einer Länge eines DIN-A4-Blattes (297 mm). 3:1 bedeutet 3 Löcher auf 1 Zoll, das sind dann 34 Löcher auf einer Länge eines DIN-A4-Blattes (297 mm). Bei der 3:1-Teilung können die Löcher eine Größe von 4 × 4 mm haben, es sind allerdings auch andere Lochgeometrien möglich. Bis zu 120 Blatt normales 80-g-Papier können so eingebunden werden. Für viele Kalender ist das die Standardgröße. Bei der 2:1-Teilung sind die Löcher bis zu 6 × 6 mm groß und der Bindedraht ist dicker. Bücher bis zu ca. 250 Blatt und einer Dicke von 34 mm können so eingebunden werden.
Die einzelnen Schlaufen nennt man Loops. Je nach Stärke des einzubindenden Druckobjekts können die Schlaufen und Drahtstärken variieren.